# Melitaea grammani
Melitaea grammani är en fjärilsart som beskrevs av Vorbrodt 1914. Melitaea grammani ingår i släktet Melitaea och familjen praktfjärilar. Inga underarter finns listade i Catalogue of Life.